# بينينو غوتيريز
بينينو غوتيريز (بالإسبانية: Benigno Gutiérrez)‏ هو لاعب كرة قدم بوليفي، ولد في 1 سبتمبر 1925 في بوليفيا. شارك مع منتخب بوليفيا لكرة القدم. أما مع النوادي، فقد لعب مع ليتورال.

## وصلات خارجية
- بينينو غوتيريز على موقع الاتحاد الدولي (مؤرشف)  (الإنجليزية)
- بينينو غوتيريز على موقع قاعدة بيانات كرة القدم.إي يو (الإنجليزية)
- بينينو غوتيريز على موقع ناشيونال فوتبول تيمز (الإنجليزية)
- بينينو غوتيريز على موقع Soccerway.com (الإنجليزية)
- بينينو غوتيريز على موقع عالم كرة القدم.نت (الإنجليزية)